# Tiefenthal (Gemeinde Großweikersdorf)
Tiefenthal ist eine Ortschaft und eine Katastralgemeinde der Marktgemeinde Großweikersdorf im Bezirk Tulln in Niederösterreich. Die Ortschaft hat 151 Einwohner (Stand 1. Jänner 2024). Bis Ende 1970 war Tiefenthal eine eigenständige Gemeinde.

## Geografie
Das Dorf südlich von Großweikersdorf liegt in einem linken Seitental der Schmida, das vom Hundsgraben entwässert wird.

## Geschichte
Laut Adressbuch von Österreich waren im Jahr 1938 in der Ortsgemeinde Tiefenthal ein Gastwirt, ein Gemischtwarenhändler, eine Milchgenossenschaft, ein Pferdehändler, ein Schmied, ein Schuster und mehrere Landwirte ansässig.
Mit 1. Jänner 1971 wurden im Zuge der Niederösterreichischen Kommunalstrukturverbesserung die bis dahin selbständigen Gemeinden Großwiesendorf, Kleinwiesendorf, Ruppersthal und Tiefenthal nach Großweikersdorf eingemeindet.